# Тройняки
Тройняки́ — село в Україні, у Семенівській селищній громаді Кременчуцького району Полтавської області. Населення становить 98 осіб. 

## Географія
Село Тройняки знаходиться на лівому березі річки Хорол, вище за течією на відстані 2,5 км розташоване село Бовбасівка (Лубенський район), нижче за течією на відстані 1,5 км розташоване село Бакумівка, на протилежному березі — село Веселий Поділ.

## Історія
12 червня 2020 року, відповідно до розпорядження Кабінету Міністрів України № 721-р «Про визначення адміністративних центрів та затвердження територій територіальних громад Полтавської області», село увійшло до складу Семенівської селищної міської громади.
19 липня 2020 року, в результаті адміністративно - територіальної реформи та ліквідації Семенівського району, село увійшло до складу новоутвореного Кременчуцького району.